# 合葬墓
合葬墓（がっそうぼ）とは日本における埋葬・墓の一つの形態で、複数の遺骨を一つの墓に納めて供養する形態のものを指す。
21世紀に入ってからはお墓の承継者問題、縁戚関係にある遺骨の引き取りを拒むケースの増加などから利用者が増加傾向にある。霊園・墓地・寺院などにより「合祀墓」「合同墓」と呼ぶ場合もある

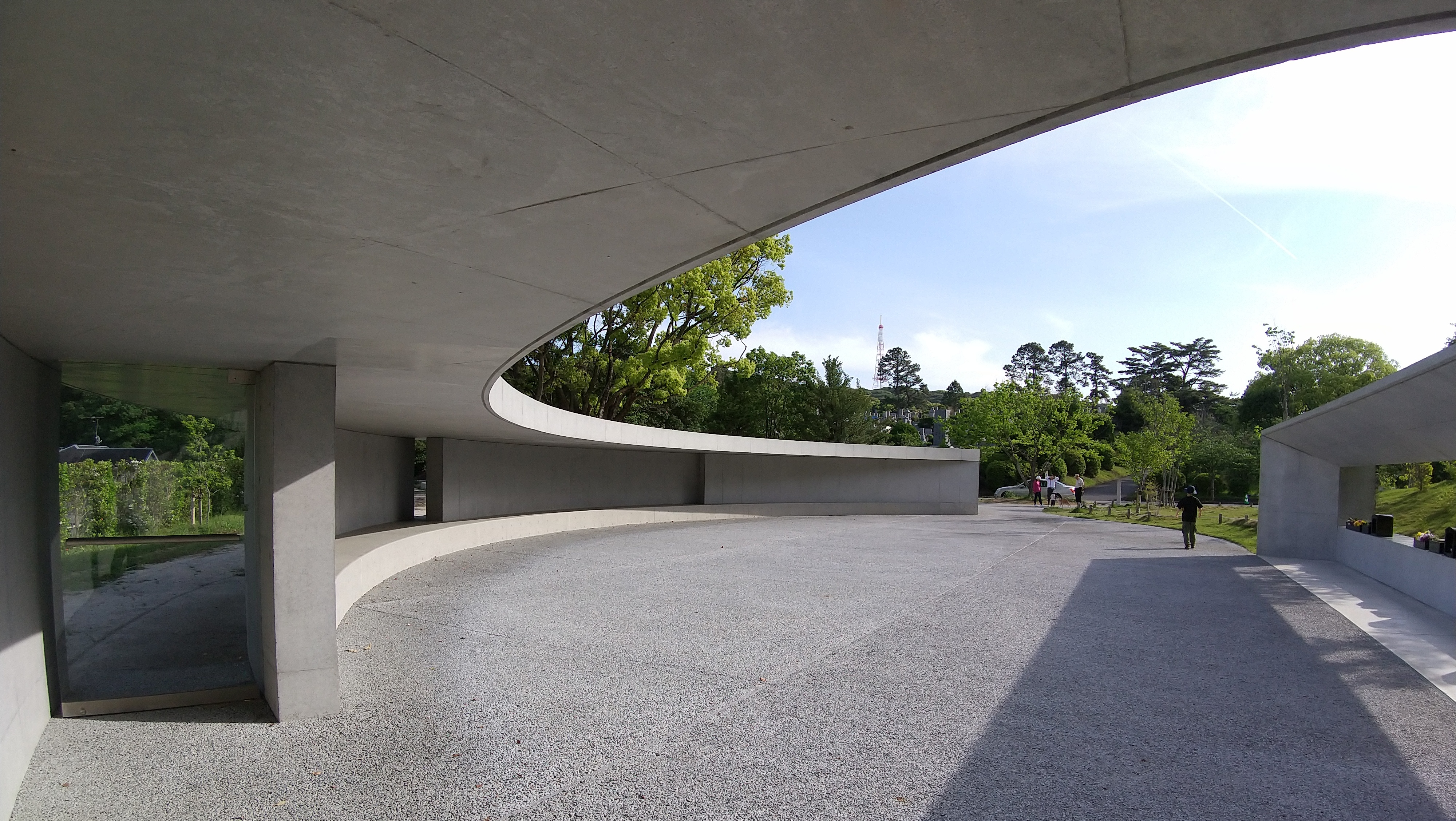
合葬墓の参拝所及び献花所

## 合葬墓の起源と歴史
合葬墓の起源については明確でないため、本項では広範な歴史的背景や概略を示す。
縁戚関係など関係なく複数の人々の遺骨を一つの墓に埋葬する形式の墓。このような形式は古代からさまざまな文化や地域で見られるものであり、宗教的また社会的な背景によってその形式や目的が異なることが多い。
日本では古墳時代において豪族たちが大規模な古墳を作り、その中に多くの家族や従者が埋葬（合葬）されることがあった。また江戸時代には寺院の境内に共同墓地が作られ多くの庶民が埋葬（合葬）された。
形状は石塔のものが主流だが、近年ではシンボルツリーを用いた樹木葬タイプのものなど利用者の嗜好に訴求するものも作られるようになった。

## 解説

### 合葬墓の定義
- 複数の遺骨を一つの墓に納める：合葬墓は複数の人々の遺骨を一つの墓にまとめて埋葬する形式。個々の遺骨は特定の区画やスペースに分けられることなく、一緒に納められる。近年では合葬と表記されていても他の遺骨と一緒にならない個別埋葬の形態を取る霊園・墓地もある。
- 共同供養：合葬墓では納められた遺骨は一緒に供養される。寺院や霊園の管理者が定期的に供養を行うため、個別に供養をする手間が省ける。
- 経済的で効率的：合葬墓は個別の墓を持つよりも費用が抑えられるため、経済的な選択肢となる。また、土地の利用効率も高くなり、比較的小さな墓地面積で多くの人々が利用することができる。[5]

#### 合祀墓と表記される合祀と合葬の違い
合祀（ごうし）とは神道の用語だが現在では合葬と同じ意味合いで用いられることが増えている。
しかしながら合祀とは本来複数の神霊を合わせて祀るという意味であり、埋葬という意味は含まれないので埋葬という事象で使用しないことが多い。「先祖をまつる」という言葉で「祀」を用いがちだが、神道由来の言葉なので「神霊を祀る」というのが本来の意味である。
実際の埋葬においては合葬では同じ墓の中で個別埋葬されるものもあるが、合祀の場合個々の遺骨が区別されることなく全ての遺骨が一緒に供養される。ただし近年のこうしたお墓では、お墓のブランディングやコピーライティングで「合祀」「合祀墓」という表記を使うものもある。

#### 合同墓と表記される合同と合葬の違い
合同墓と表記する墓は、合同墓地（共同墓地）といった同じ敷地で個別埋葬する意味を指す場合が多いが、合祀と同様お墓のブランディングやコピーライティングから合葬タイプでも合同墓と表記するものもある。

### 合葬墓の背景と目的
合葬墓が選ばれる背景や目的には、以下のような理由がある。
- 後継者不足：現代社会では少子高齢化や核家族化により、墓を継承する人がいない家庭が増えている。合葬墓はこうした場合に適した供養・埋葬の方法となる。
- 負担の軽減：個別の墓を管理し続けることは遺族にとって大きな負担となる。合葬墓では供養や管理は専門の管理者に任せることができ、遺族の負担が軽減される。
- 経済的な理由：個別の墓を持つことは高額な費用がかかるが、合葬墓は複数の遺骨を一緒に供養するため比較的低コストで済む。
- 環境への配慮：限られた土地を有効活用するため合葬墓は環境に優しい選択肢となる。少ないスペースで多くの遺骨を供養することができる。合葬墓は現代の社会事情や個々のニーズに対応するための実用的な選択肢として広く受け入れられている。[4]